# Steffen Heckele
Steffen Heckele (* 1977) ist Bundestrainer und Direktor Bildung im Deutschen Ju-Jutsu-Verband (DJJV) und trägt den 7. Dan im Ju-Jutsu.
Heckele absolvierte sein 1. Staatsexamen als Sonderpädagoge im Jahr 2003, ist seit 2005 Diplom-Trainer des Deutschen Olympischen Sportbundes (DOSB) und hat 2008 sein 2. Staatsexamen als Sonderschullehrer abgeschlossen. Er arbeitete ab 2008 als Lehrkraft an einem Sonderpädagogischen Bildungs- und Beratungszentrum (SBBZ) in Baden-Württemberg. Von 2012 bis 2021 war Heckele Schulleiter an einem SBBZ mit Grundschule in Böblingen. Danach arbeitete er in Funktion eines Schulrats an einem Staatlichen Schulamt. Seit Oktober 2022 leitet er das Referat 34 Sonderpädagogik am Zentrum für Schulqualität und Lehrerbildung in Baden-Württemberg. 
Im Ju-Jutsu-Verband Württemberg (JJVW) war er von 1998 bis 2007 Schulsportkoordinator und von Oktober 2007 bis Mai 2017 Vizepräsident im JJVW. Von 2002 bis 2005 betreute er den C-Kader, die Juniorennationalmannschaft im DJJV und seit 2006 ist er für alle Kader im Männerbereich als Bundestrainer zuständig. Steffen Heckele betreut den A & B Kader der Männer in der Disziplin Fighting.
Seit 2006 ist Steffen Heckele als Direktor Bildung im Vorstand des DJJV. Er koordiniert die Aus-, Fort- und Weiterbildungen und ist damit zuständig für die Trainerausbildung.

## Erfolge
Als Bundestrainer konnte Heckele die von ihm trainierten Ju-Jutsuka zu großen Erfolgen führen, darunter mehrere Welt- und Europameister sowie World-Games-Sieger.